# 1930 (szám)
Az 1930 (római számmal: MCMXXX) az 1929 és 1931 között található természetes szám.

## A matematikában
A tízes számrendszerbeli 1930-as a kettes számrendszerben 11110001010, a nyolcas számrendszerben 3612, a tizenhatos számrendszerben 78A alakban írható fel.
Az 1930 páros szám, összetett szám, szfenikus szám. Kanonikus alakja 21 · 51 · 1931, normálalakban az 1,93 · 103 szorzattal írható fel. Nyolc osztója van a természetes számok halmazán, ezek növekvő sorrendben: 1, 2, 5, 10, 193, 386, 965 és 1930.
Az 1930 két szám valódiosztóösszeg-függvényeként áll elő, ezek a 2390 és 2564.